# 鈴木俊法
鈴木 俊法（すずき としのり、1961年8月15日 - ） は、日本の化学者。京都大学大学院理学研究科教授。日本学術振興会賞等受賞。

## 人物・経歴
山形県生まれ。1984年東北大学理学部化学科卒業。1986年日本学術振興会特別研究員。1988年東北大学大学院理学研究科博士課程修了、理学博士。同年岡崎国立共同研究機構分子科学研究所技官。1989年岡崎国立共同研究機構子科学研究所助手。1990年コーネル大学博士研究員（日本学術振興会海外特別研究員）。1991年カリフォルニア大学バークレー校博士研究員（日本学術振興会海外特別研究員）。1992年岡﨑国立共同研究機構分子科学研究所助教授、総合研究大学院大学助教授。1999年科学技術振興事業団さきがけ研究21「状態と変革」研究者。2000年分子科学研究会副会長。2001年理化学研究所化学反応動力学研究室主任研究員、埼玉大学連携大学院教授。2006年原子衝突研究協会副会長。2008年京都大学大学院理学研究科教授。2010年理化学研究所分子反応ダイナミクス研究チームチームリーダー、分子科学会会長。2012年京都大学大学院理学研究科化学専攻主任。2013年京都大学大学院理学研究科化学専攻専攻長。2018年京都大学大学院理学研究科副研究科長。

## 受賞・栄誉
- 1993年 分子科学奨励森野基金[1][2]
- 1994年 日本化学会進歩賞[1][2]
- 1998年 日本分光学会論文賞[1][2]
- 2004年 Broida Prize, International symposium of free radicals[1][2]
- 2005年 日本学術振興会賞[1][2]
- 2006年 日本IBM科学賞[1][2]
- 2009年 文部科学大臣表彰科学技術賞（研究部門）[1][2]
- 2012年 アルバータ大学Distinguished Asian Lecturer[1][2]
- 2012年 日本化学会学術賞[1][2]
- 2014年 KAIST Kim Yong Hae Lecturer[1][2]
- 2020年 分子科学会賞[1][2]
- 2021年 王立化学会Spiers Memorial Award[1]